# Bannière au corbeau
La bannière au corbeau (vieux norrois : hrafnsmerki ; moyen anglais : hravenlandeye) était un étendard, de nature peut-être totémique, utilisé par les chefs vikings et les seigneurs scandinaves au cours des IXe, Xe et XIe siècles. Elle était généralement de forme triangulaire, mais avec une bordure arrondie, garnie de motifs arborés ou floraux. Elle ressemblait aux girouettes sculptées des bateaux vikings.
Selon l'opinion la plus répandue chez les érudits[évasif], le corbeau était le symbole d'Odin, souvent figuré en la compagnie de deux de ces volatiles nommés Hugin et Munin. Cette bannière aurait été réalisée en vue d'insuffler la peur chez l'ennemi en invoquant la puissance d'Odin.

## Le symbolisme du corbeau dans la culture scandinave

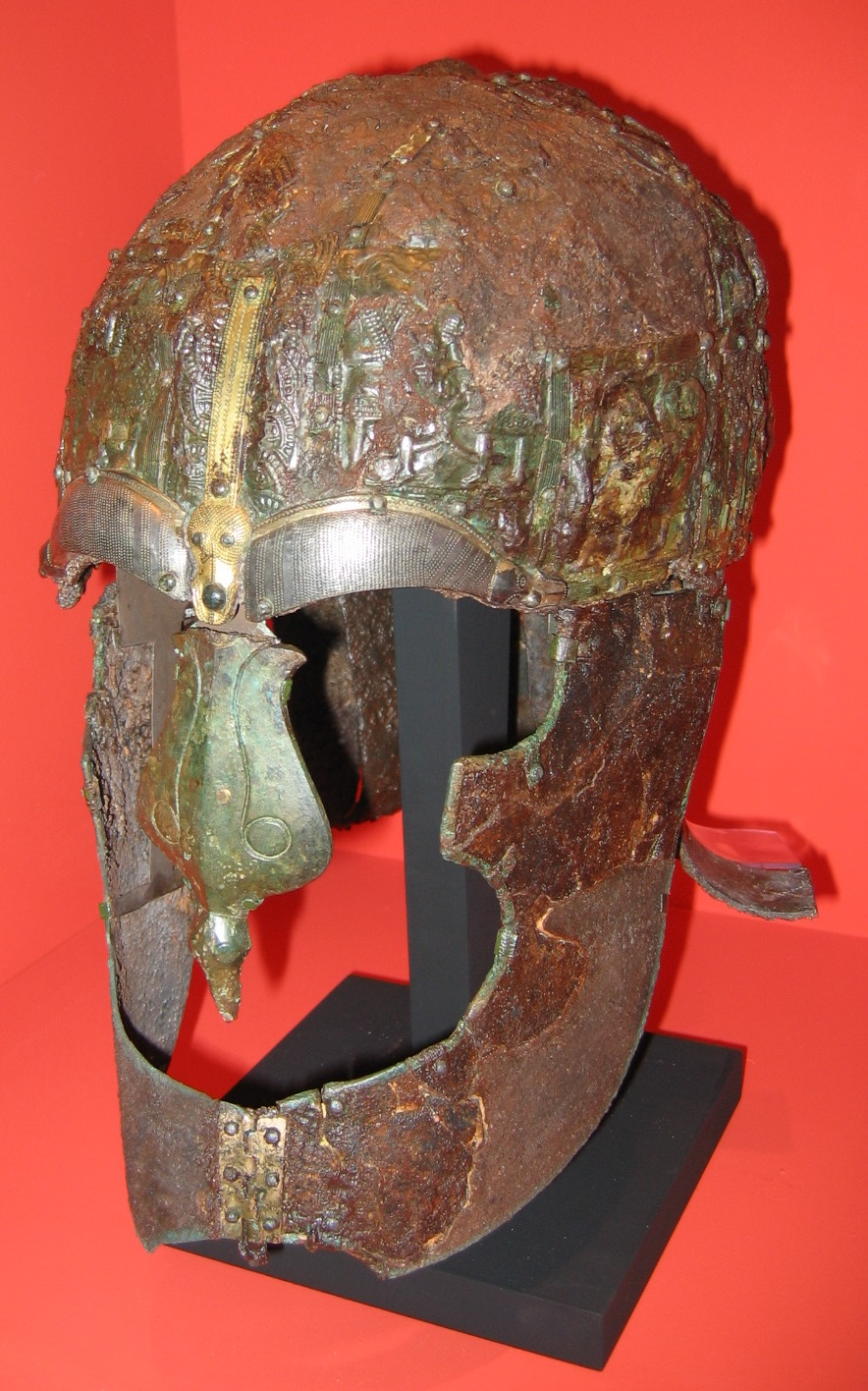
Âge de Vendel : casque avec une protection nasale en forme de corbeau, Musée historique de Stockholm.

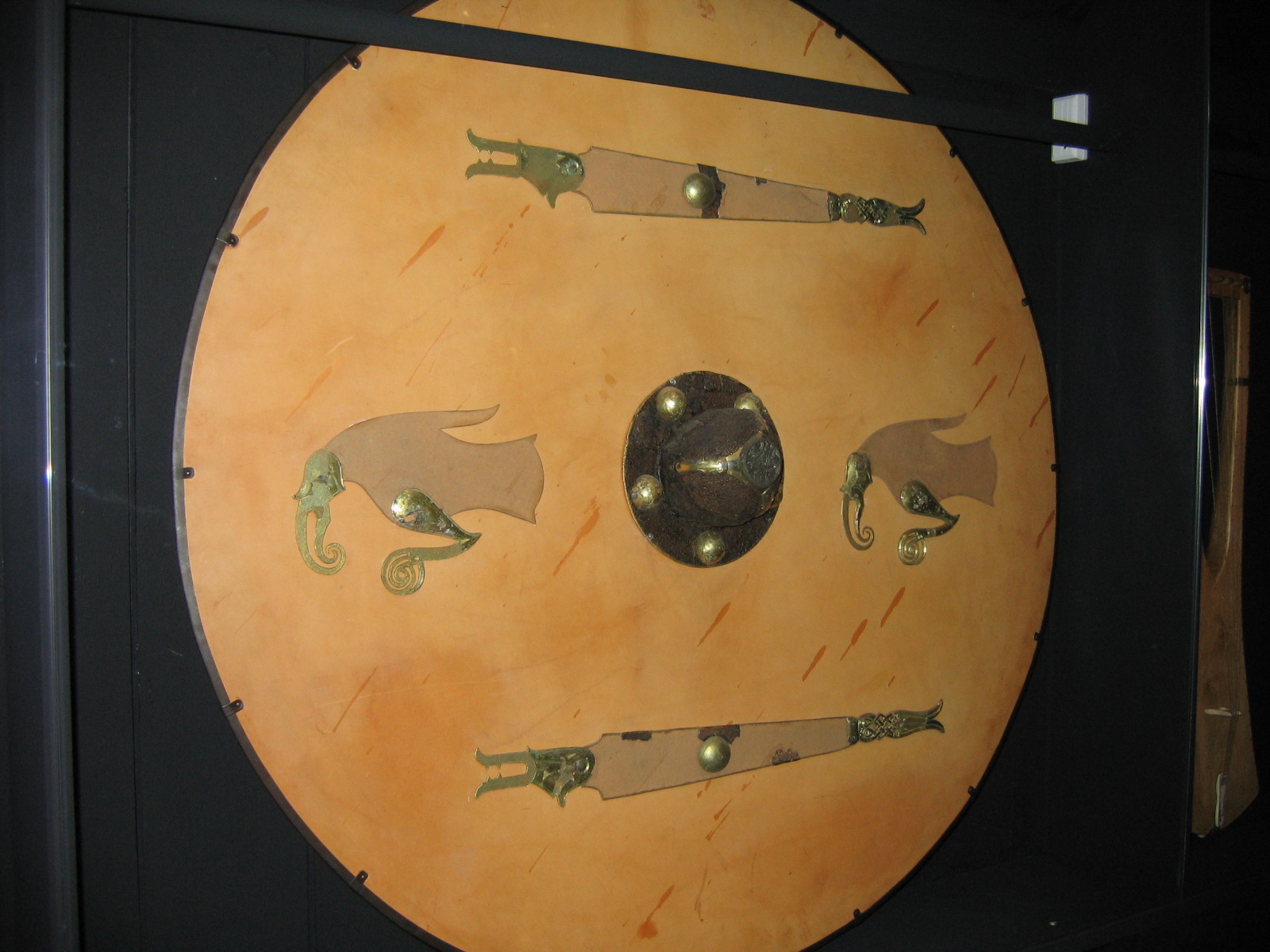
Âge de Vendel : décor de corbeaux sur un bouclier au Musée historique de Stockholm.

Le corbeau est un animal essentiel chez les Scandinaves, puisqu'il est l'attribut d'Odin, dieu principal de la mythologie nordique. Les deux corbeaux Huginn (« pensée ») et Muninn (« mémoire ») sont les messagers d'Odin pour lequel ils survolent le monde à la recherche d'informations. C'est pour cela qu'un des noms d'Odin est Hrafnaguð, ce qui signifie le « dieu-corbeau. » Dans son Gylfaginning (vers 1220), l'historiographe médiéval islandais Snorri Sturluson nous explique :

| Hrafnar tveir sitja á öxlum honum ok segja í eyru honum öll tíðendi, þau er þeir sjá eða heyra. Þeir heita svá, Huginn ok Muninn. Þá sendir hann í dagan at fljúga um heim allan, ok koma þeir aftr at dögurðarmáli. Þar af verðr hann margra tíðenda víss. Því kalla menn hann Hrafnaguð, svá sem sagt er: Huginn ok Muninn fljúga hverjan dag jörmungrund yfir; óumk ek Hugin, at hann aftr né komi, þó sjáumk ek meir of Munin." |  | Deux corbeaux se tiennent sur les épaules d'Odin et rapportent à son oreille tout ce qu'ils entendent et voient. Ils s'appellent Huginn et Muninn. À l'aube, il les envoient voler au-dessus du vaste monde et ils reviennent pour le petit-déjeuner. C'est ainsi qu'il se tient informé sur bien des sujets, c'est de là qu'il tire son nom Rafnagud (le "dieu-corbeau"). Comme il est dit ici : Huginn et Muninn Volent tous les jours Au-dessus du vaste monde. J'ai peur pour Huginn Qu'il ne revienne pas Encore plus grande est ma crainte pour Muninn. |  |

## Usage

### Autre

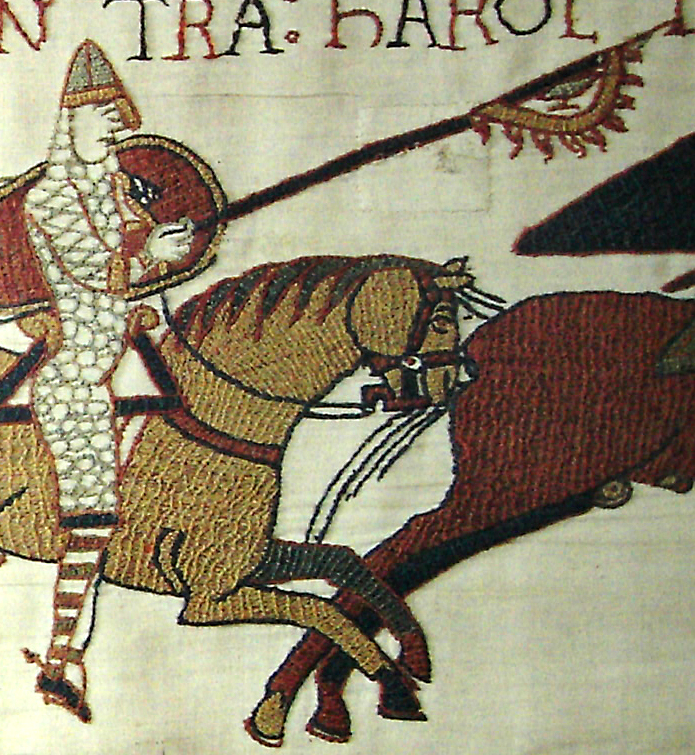
Detail de la tapisserie de Bayeux montrant un chevalier normand portant ce qui semble être la bannière au corbeau

L'armée du roi Canut le Grand d'Angleterre, de Norvège et de Danemark, portait une bannière au corbeau faite de soie blanche lors de la bataille d'Ashingdon en 1016. L’Encomium Emmae nous le fait connaître.